# Busovačka planina
Busovačka planina jest planina kod Busovače.

## Zemljopis
Smjestila se iznad grada Busovače. Prema jugu proteže se do Vranice, a na zapadu do Krušćice iznad Viteza. Prevladava krajobrazom središnje Bosne.

## Geologija
Geološki nije kao većina ostalih planina iz Dinarskog gorja. Ona je poput Vranice, jer nije vapnenačko-dolomitskoga podrijetla. Ubraja se u stara gorja, zato što je tvore brojne vrste škriljaca i metamorfnih stijena. Zbog starosti i bogatstva brojnih vrijednih minerala spada u rudne planine. Jedna od je najbogatijih mineralima i kristalima u BiH. Osobito je cijenjen hijalofan. Također su njene vode zlatonosne, pa potoci kriju poneki sitni grumenčić zlata. Podnožje je bogato brojnim izvorima voda.
Dio je masivna planinskog prostora, drukčijeg izgleda, podrijetla i morfologije od vapnenačkog gorja u Zapadnoj Bosni, na Bjelašnici i južnije u Hercegovini. Može se smatrati i bočnim izdankom Vranice, koje zajedno s ostalim bočnim izdancima sve tvore jedinstveni masiv Srednjebosanske rudne planine. Leži na vulkanskom pojasu. Obližnji davno ugasli vulkan je Tethys.

## Vode
Brojni su potoci koje se slabo koristi za vodoopskrbu. Samo se koristi voda Tisovačkoga potoka iz kojeg se napaja Busovača pitkom vodom. Crni potok također se djelimice koristi hidrozahvatom.

## Klima
U usporedbi s drugim planinama u Srednjoj Bosni, prilično je pitoma i lako se do nje može doći iz Busovače. Klima nije ni vrlo oštra niti sasvim blaga. Temperature su umjereno niske. Najniže vrijednosti su do -20 stupnjeva Celzijevih. Planina Vranica utječe na ljeta na Busovačkoj planini koja su zato umjereno topla na južnim i zapadnim padinama gdje Vranica utječe. Sjeverne padine otvorene su ka zeničkoj kotlini. Stoga su nešto niže temperature zimi i toplije ljeti. Na Busovačkoj planini sudaraju se dvije klime, kontinentalna i izmijenjena kontinentalna te nešto utječe slabe oceanska klima sa zapada. Zbog svega toga obiluje oborinama. U prosjeku godišnje padne oko 1100 mm oborina. Zimi obiluje snijegom, često vrlo visokim i preko 1,5 m što pridonosi zimskom turizmu.

## Vode
Bogata je površinskim vodama poput Vranice. Visoko u planini su i brojni izvori. Nekoliko značajnih potoka kod se Kaonika ulijevaju u Lašvu. Prijeti im nestanak zbog planiranih malih hidroelektrana. Gornji tok Crnoga potoka neprohodan je za čovjeka na mjestima gdje ima klanac i kanjon. Voda je vrlo čista. Pri niskim temperaturama zaleđuju se izvori i potočići.

## Flora i fauna
Bila je bogata šumama, zbog čega je u drugoj polovici 19. stoljeća pokrenuta prva šumarija u Busovači, 1880., nakon dolaska Austro-Ugarske. Uskoro se uzgajalo i podizalo nove šume. Zamjenivalo se bukove šume četinjačama. Prvi šumski rasadnik Raića bašča iznad Tisovca podignut je za to. Brojne su smreke iz tog rasadnika, pored autohtonih smreka, od kojih se morfološki razlikuju.
Botanički je slabo istraživana, tek u sklopu istraživanja Vranice. Osnovne šumske vrste drveća su jela, smreka i bukva. Bijele vrbe, crne i sive johe te bijeli jasen su na nižim nadmorskim visinama. Najviše su zastupljene bukove šume, koje su visinski raspoređene na dosta nižem dijelu planine. Padine k Fojnici i rijeci Lašvi su topli i na njima rastu cer, hrast medunac, crni grab, grabić, crni jasen, klen i brojne druge termofilne vrste. Na višim visinama osnovne šumske zajednice su sastojine bukve i jele te smreke. Iznad Tisovca je vjerojatno najljepša sastojina bukve u ovom dijelu Europe. Na višim visinama su borovnica i brusnica.
Od istaknutih rijetkih vrsta tu su alpska ruža i tisa, čiju su brojnost ugrozili recentni požari.
Gornji tok Crnoga potoka neprohodan je za čovjeka na mjestima gdje ima klanac i kanjon, zbog čega je oazom za divlje životinje. Voda je vrlo čista zbog čega je u njoj autohtone potočne pastrve i brojnih rakušaca koji su pokazatelj čiste vode.
Autohtona divljač su mrki medvjed i srna, lisice, kune zlatice, kune bjelice, vjeverice i puhovi. Vukovi su brojni zimi. Mala populacija tetrijeba gluhana.

## Gospodarstvo
Razvijeno je eksploatiranje šume od 1880. godine. Planirane male hidroelektrane na potocima. Slaba upotreba potoka za vodoopskrbu. Odavna je poznata po lovstvu, što svjedoče stare čeke po šumama. Rat je smanjio brojnost divljači, ali danas se brojnost oporavlja. Prema Krušćici je bilo mjesto poznato po lovu na tetrijeba gluhana. Poznata je borovnica i brusnica koje stanovništvu omogućuju dodatne prihode.
Zimski turizam. Zaleđeni potoci i izvori omiljeni su za fotografiranje skijašima. Prepoznatljiva po odmaralištima.
Na planini se nalazi skijalište na području Busovačkih staja Ski centar Busovačka planina, 15 km od središta Busovače i 45 km od Travnika, otvoreno 2006. godine. Prostire se od 1500 do 1640 metara nadmorske visine.